# Space Tribe
Space Tribe é um projecto de música trance psicadélica da autoria de Olli Wisdom. , inglês que adoptou a nacionalidade australina, com álbuns lançados desde os anos 90.
As primeiras gravações de "Space Tribe" datam de 1995. Desde essa altura que Olli Wisdom vive em Byron Bay, junto à floresta húmida, na Austrália. Entretanto, o mentor do projecto participou em diversos festivais por todo o planeta: Brasil, Japão, Israel, Estados Unidos, Portugal, etc...
Esse ano vários DJs estão participando da TRIBE Astrix,Domestic,Dahan,Ace Ventura,entre outros.